# Andimeschk
Andimeschk (persisch اندیمشک) ist eine Stadt in der iranischen Provinz Chuzestan, etwa 34 km nördlich von Susa, an der Landstraße und der Transiranischen Eisenbahn.

## Persönlichkeiten
- Saeid Mourad Abdvali (* 1989), Ringer